# 伊氏石斑魚
伊氏石斑魚（學名：Epinephelus itajara），也称伊氏鱼（itajara）或大西洋巨石斑鱼（Atlantic goliath grouper），是一種大型的石斑魚，為輻鰭魚綱鱸形目鱸亞目鮨科的其中一種。

## 栖息地和分布
伊氏石斑魚主要棲息在熱帶淺水區的珊瑚及人工礁間，水深達50米；幼魚棲息在汽水河口、河道及紅樹林沼澤。它們的分佈地包括佛羅里達礁島群、巴哈馬、加勒比海及巴西海岸。它們有時甚至在新英格蘭被捉到，但情況甚少。在東大西洋，它們出沒於剛果民主共和國至塞內加爾。

## 现状
伊氏石斑魚可以達到極大的體型，長達2.5米及重363公斤。以魚鉤釣上的世界紀錄是重達309公斤的標本。伊氏石斑魚體型龐大、肉質鮮美，加上牠們游動緩慢、不怕人類、以及集群回歸出生地產卵等習性，導致其於20世紀70年代起遭到大量商業捕撈，隨即導致其數量大幅下降，故已於80年代末起被列為極危物種。美國及加勒比海國家因而分別於1990年及1993年禁止漁獵。自此它們的數量開始回升，但因其繁殖率低，故其數量仍需極長時間恢復。

## 捕食关系
伊氏石斑魚吃甲殼類、其他魚類、章魚及幼海龜。而它們是其他大型魚類如梭子魚、鯙科及鯊魚所掠食的對象。

## 雌雄間性
大部份石斑魚都是雌性先熟型雌雄同體，即會先成熟為雌魚，只有一些成體才會變成雄魚。不過伊氏石斑魚是否如此卻未有證據支持。事實上，有發現較為細小的雄性伊氏石斑魚，只有1.15米長；且有一些比雌魚（6-8歲）還要幼小的雄魚（3-4歲）。

## 图集

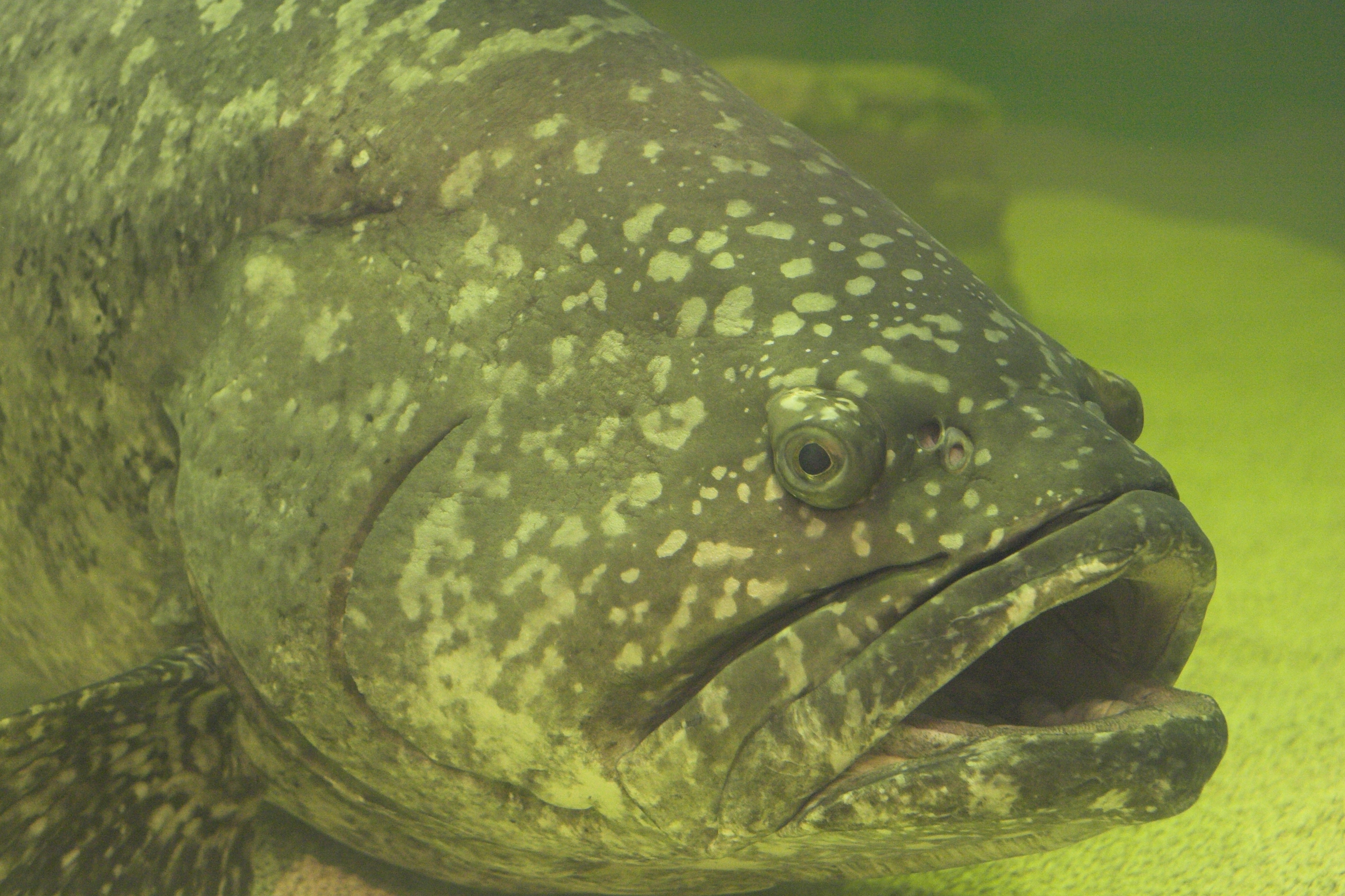
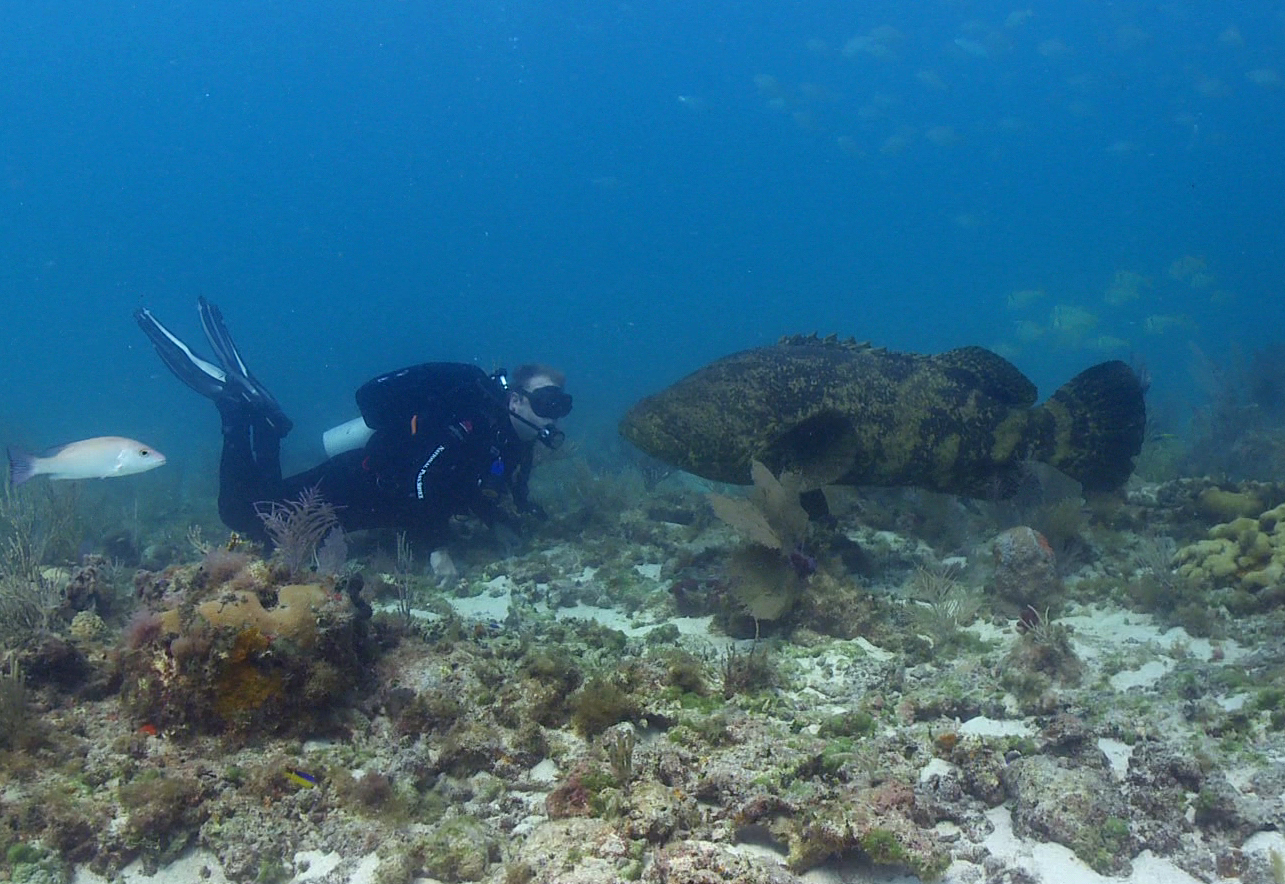
潜水员和鱼
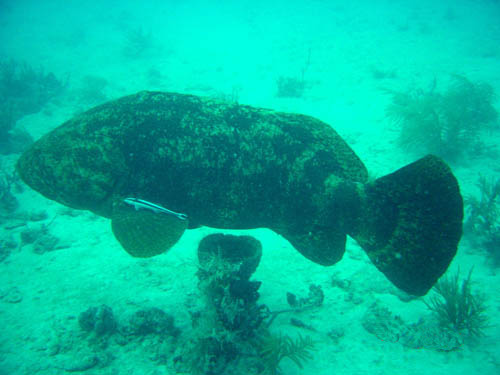

## 外部連結
- Froese, R. & Pauly, D. (eds.) (2004). Epinephelus itajara. FishBase. Version 2004-十.
- Florida Museum of Natural History （页面存档备份，存于）
- 伊氏石斑魚的图片 （页面存档备份，存于）